# A2 – Abenteuer Autobahn
A2 – Abenteuer Autobahn ist eine Doku-Reihe des Senders DMAX, die sich mit diversen Themen rund um die Bundesautobahn 2 befasst.

## Inhalt

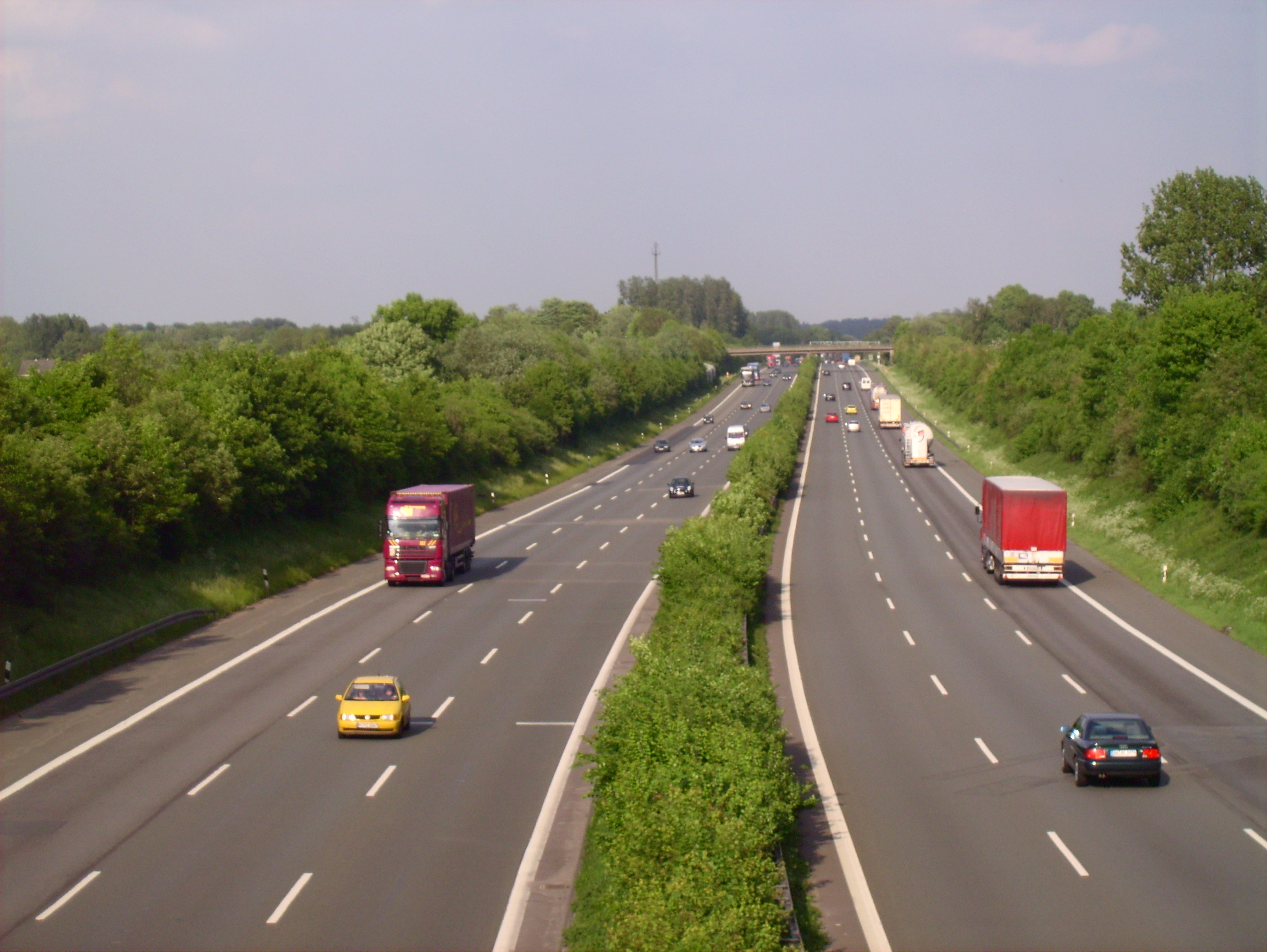
A 2 bei Lünen

Die Serie beschäftigt sich mit den verschiedensten Themen, die im Zusammenhang mit der A 2, eine der meistfrequentierten Verkehrsadern Deutschlands, stehen.
Hauptsächlich werden Menschen und Organisationen gezeigt, die regulär auf der Autobahn arbeiten, darunter Straßenbauer, Autobahnmeistereien, Lkw-Fahrer und die Polizei. Daneben sind auch Unfälle, Pannen und deren Helfer wie Feuerwehr und Abschleppdienste regelmäßig Themen der Sendung.

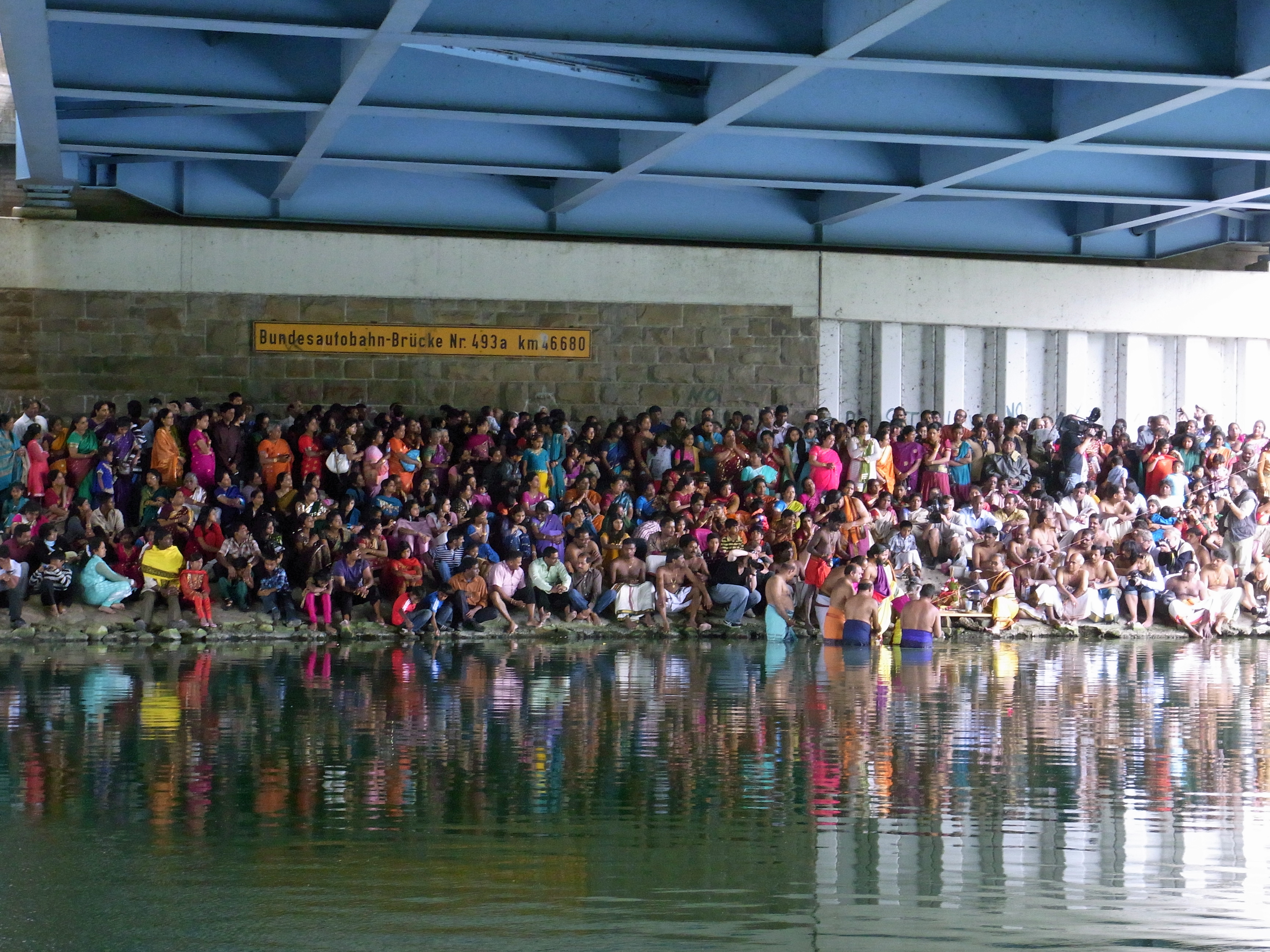
Hinduistische Prozession zum Datteln-Hamm-Kanal – Religiöses Zeremoniell unter einer Brücke der A 2

Zusätzlich wird auch das Leben an der A 2 behandelt. Etwa wenn Hindus des nahen Sri-Kamadchi-Ampal-Tempel unter einer Autobahnbrücke eine Zeremonie abhalten.

## Ausstrahlung
Die Serie startete am 21. Mai 2018 auf dem deutschen Sender DMAX im Vorabendprogramm. Die Ausstrahlung der 20 Folgen erfolgte täglich von Montag bis Freitag. Die erste Staffel erreichte einen Marktanteil von 2,5 % in der werberelevanten Zielgruppe. Die zweite Staffel wurde ab dem 12. November 2018 ausgestrahlt und erreichte Marktanteile von bis zu 3,8 % bei den 14- bis 49-Jährigen.
Für die dritte und vierte Staffel wechselte der Handlungsort unter dem Titel A8 – Abenteuer Autobahn zur Bundesautobahn 8. In der fünften Staffel Abenteuer Autobahn: Brennpunkte wurden ein fester Handlungsort aufgegeben, wobei die Folgen deutschlandweit gedreht wurden.